# Золотоордынская рукопись на берёсте
В 1930 году на левом берегу Волги, почти напротив Увека, близ селения Терновки (Подгорного), на территории Автономной Советской Социалистической Республики немцев Поволжья колхозниками, занятыми рытьём котлована для силосной ямы, была обнаружена в земле берестяная коробка, содержащая небольшую рукопись, писанную на берёсте. Рукопись была передана колхозниками в республиканский музей в городе Покровске (с 1931 года — город Энгельс), откуда она была переслана на выставку в Государственный Эрмитаж в Ленинграде.
Впоследствии археологическое обследование этой местности обнаружило там остатки золотоордынского поселения. Также было установлено, что рукопись была извлечена из погребения, датируемого XIV—XV столетием.
По получении рукописи в Государственном Эрмитаже была предпринята её реставрация, заключающаяся в очистке её от земли, расправлении покоробившихся и слипшихся листков и в заделке её в целлулоид. Снятые с рукописи фотографии были переданы специалистам для определения языка, на котором она написана. На основании того, что рукопись была писана уйгурским шрифтом, она была априорно определена сотрудниками Государственного Эрмитажа как уйгурская. Однако видевшие рукопись тюркологи могли обнаружить уйгурские слова лишь на некоторых фрагментах, значительная же часть рукописи и притом наиболее сохранившаяся была ими признана не уйгурской. После обработки текста было установлено, что значительная часть её содержит монгольский текст.
Находка эта представляет большой интерес, ибо рукопись в первой своей части принадлежит к наиболее ранним памятникам монгольской письменности и к тому же она была обнаружена в Поволжье, то есть на территории Золотой Орды, являясь тем самым первой находкой этого рода.
Рукопись удалось полностью прочитать и перевести, так как оказалось, что текст рукописи содержит стихи. Это несколько облегчило задачу дешифровки, так как, исходя из законов аллитерации, параллелизма и т. д., можно было без особого труда вставить ряд строк и на повреждённые места текста.
Всего рукопись состоит из 25 фрагментов, из которых 19 содержат текст с обеих сторон, а шесть исписаны только с одной стороны. Монгольский текст содержат лишь шесть фрагментов (на рисунках представлены три фрагмента), а остальные образуют уйгурскую часть рукописи.
Переводы фрагментов.
XIXа:
1. Будучи забираемо бывшим властителем и
2. собираемо, будешь взято ты, дитя
3. моё. Божественного властителя
4. когда… достигнешь, (под порогом
5. упади! Под порогом
6. упал)…

XIXб
1. … и зачем
2. оставаться? К омрачавшемуся
3. властителю… и
4. приходя, будешь ты взято, дитя
5. моё. Достойный и прекрасный кречет!

XXIб
1. (Ты будешь взято, дитя
2. моё). Заботливого властителя
3. с решимостью, когда достигнешь,
4. под (воротами) упади!
5. Сказал, что упал под (воротами).
6. Зачем глядеть и смотреть? Смотря…

В 2013 году берестяная рукопись была вновь изучена научной группой из Саратова и Новосибирска. В ходе исследования саратовскими учёными Н. М. Маловым и О. В. Сергеевой были привлечены ранее неизвестные материалы из личного архива А. А. Короткова, позволившие уточнить обстоятельства находки рукописи. Новосибирским учёным С. А. Пилипенко было проведено экспериментальное трасологическое исследование с изготовлением макета части берестяной книжечки, в ходе которого удалось выявить факт ремонта берестяной книжечки, а также особенности сшивания берестяных рукописей средневековых монголов. В ходе исследования структуры берестяных страниц выяснилось, что ряд двойных листов, ранее считавшихся сшитыми из двух листов, представляли собой свёрнутые вдвое одинарные листы, выполнявших функцию страниц — стяжек одинарных берестяных страниц в книжном блоке, по пять — шесть страниц между двойными листами.

## Примечание
1. ↑  Нумерация фрагментов дана при реставрации в Государственном Эрмитаже